# Iskandar Qutbiddinov
Iskandar Qutbiddinov (în uzbecă Искандар Кутбиддинов; n. 22 mai 1995, Andijan, Uzbekistan) este un avocat și politician uzbec. Lucrează ca ministru adjunct al Ecologiei, Protecției Mediului și Schimbărilor Climatice al Republicii Uzbekistan.

## Viață și carieră
Iskandar Alișerovici Qutbiddinov s-a născut pe 22 mai 1995 în orașul Andijan. A absolvit Universitatea de Drept de Stat din Tașkent în 2017 și Universitatea de Economie de Stat din Tașkent în 2023.
Ministru adjunct al Ecologiei, Protecției Mediului și Schimbărilor Climatice al Republicii Uzbekistan. Consilier de stat pentru justiție Nivelul 3.
În 2017-2018 și-a început cariera în Ministerul Justiției al Republicii Uzbekistan ca consultant senior și lider.
Specialist principal și specialist șef al Cabinetului de Miniștri al Republicii Uzbekistan în perioada 2018-2021;
Inspector principal al Administrației Președintelui Republicii Uzbekistan în perioada 2021-2024;
Din 2 aprilie 2024 lucrează ca ministru adjunct al Ecologiei, Protecției Mediului și Schimbărilor Climatice al Republicii Uzbekistan.